# مایکل بینیجه
مایکل بینیجه (انگلیسی: Michael Gbinije؛ زادهٔ ۵ ژوئن ۱۹۹۲) یک بازیکن بسکتبال اهل ایالات متحده آمریکا است.
از باشگاه‌هایی که در آن بازی کرده‌است می‌توان به دیترویت پیستونز اشاره کرد. وی در مسابقات کشوری و بین‌المللی در مجموع برندهٔ ۱ مدال طلا شده‌است.